# Relacions entre Angola i Rússia
Les relacions entre Angola i Rússia (rus: Российско-ангольские отношения) es refereix a les relacions bilaterals històriques i actuals entre la República d'Angola i la Federació Russa. Rússia té ambaixada a Luanda i Angola té una ambaixada a Moscou i un cònsol honorari a Sant Petersburg. Angola i el precursor de Rússia, la Unió Soviètica, van establir relacions diplomàtiques poc després de la independència d'Angola.

## Relacions amb la Unió Soviètica

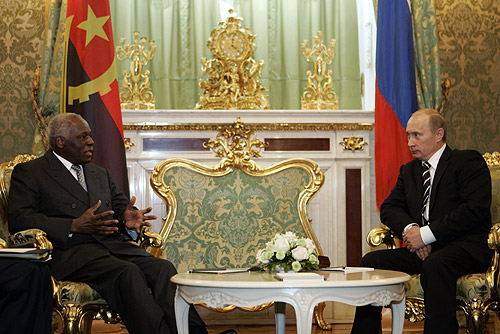
Vladímir Putin amb José Eduardo dos Santos en 2006.

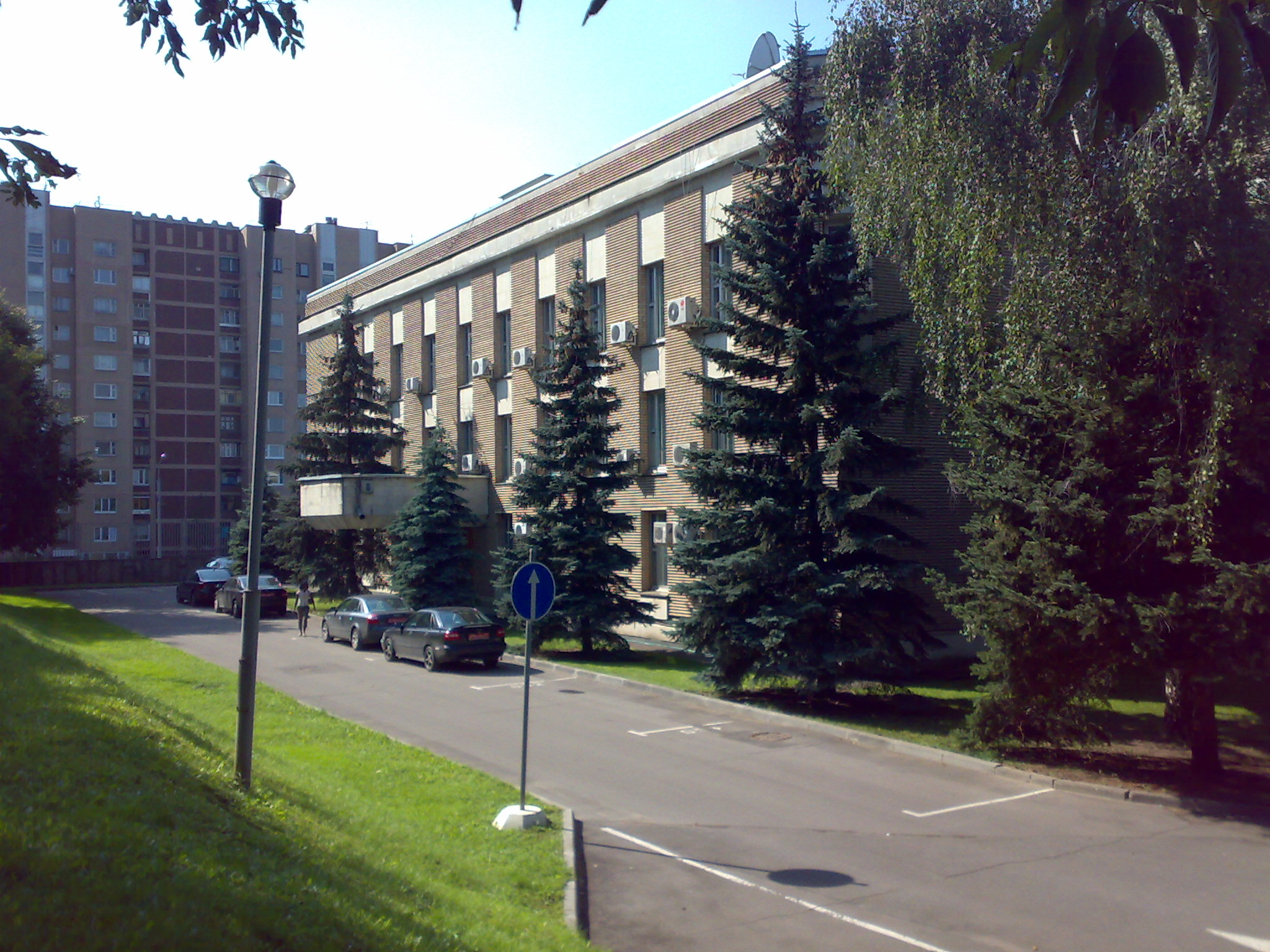
Ambaixada d'Angola a Moscou

Les relacions soviètico-angolsees de vegades eren tenses durant la dècada de 1980, en part perquè Angola va tractar de millorar els llaços diplomàtics amb els Estats Units. Les faccions dirigents soviètiques eren dividides sobre el futur paper soviètic a Àfrica, i alguns negociadors soviètics es van oposar a les concessions als Estats Units President de la República José Eduardo dos Santos als Estats Units sobre el tema de la "vinculació". Els problemes polítics intractables de la zona, i el cost de manteniment de les tropes cubanes i l'equipament del MPLA-PT, va afeblir el compromís soviètic per a la construcció d'un estat marxista-leninista a Angola.
Els líders d'Angola, al seu torn, es van queixar del nivells de suport soviètic gairebé de negligència, el personal i els equips de mala qualitat, i les respostes inadequades a les queixes. Angola compartia el cost de la presència militar cubana i va tractar de reduir aquestes despeses, en part perquè molts ciutadans d'Angola van sentir l'immediat augment dels recursos econòmics i les tensions creixents a les zones ocupades per les tropes cubanes. D'altra banda, dos Santos es va queixar que la Unió Soviètica actuava amb Angola de manera oportunista, comprant el cafè angolès a baix preu o reexportant-lo amb un profit substancial, sobrepescant en aigües angoleses i fent pujar els preus dels aliments locals.